# Friends of the Earth
Friends of the Earth International (FOEI) è una rete di organizzazioni ambientaliste in 69 paesi differenti.

## Organizzazione
L'associazione è organizzata dal basso come una confederazione di gruppi. Ogni paese ha la sua organizzazione che in molti casi esiste e opera prima di scegliere di affiliarsi alla rete internazionale. I gruppi seguono le loro campagne e si coordinano attraverso Friends of the Earth International. Le organizzazioni nazionali sono spesso strutturate in gruppi locali che operano nella loro area. FOEI e il suo segretariato ha sede ad Amsterdam dove è presente anche il comitato esecutivo dei rappresentanti eletti dai gruppi nazionali con scopi di direzione della confederazione e controllo del segretariato.
La sezione italiana "Amici della Terra" è stata espulsa dall'organizzazione internazionale nel 2014 ed è ora attiva come associazione indipendente.

## Campagne
Friends of the Earth considera i problemi ambientali nel loro contesto sociale, politico e dal punto di vista dei diritti umani. Le campagne ruotano attorno ai concetti di conservazione della biodiversità e di sostenibilità. Si è originariamente sviluppata in America del Nord e in Europa, attualmente molti membri appartengono anche a paesi nelle zone in via di sviluppo.
Le principali campagne sono relative ai seguenti temi:
- Mutamento climatico
- Obbligazioni in finanza
- Organismi geneticamente modificati (OGM)
- Foreste
- Finanza
- Mercati
- Impatto delle navi da crociera[5]

Le priorità di campagna vengono decise durante gli incontri di tutte le organizzazioni membri ogni due anni.